# Hesperaloe nocturna
Hesperaloe nocturna är en sparrisväxtart som beskrevs av Howard Scott Gentry. Hesperaloe nocturna ingår i släktet Hesperaloe och familjen sparrisväxter. Inga underarter finns listade i Catalogue of Life.